# Zygmunt Pillar
Zygmunt Pillar (ur. 1919, zm. 2003) – członek Tajnej Organizacji Wojskowej "Gryf Pomorski" w powiecie starogardzkim.

## Życiorys
Urodził się w 1919 r. jako syn Jana i Marii z d. Heesse. Do TOW "Gryf Pomorski" wprowadził go jego brat Artur. Był szefem zaopatrzenia i łącznikiem Komendy Powiatowej TOW "Gryf" z podległymi jej oddziałami partyzanckimi. W czasie okupacji pracował u Roberta Rogowskiego w Linówku, dzierżawcy Jeziora Wdzydzkiego. Współpracował z Marią Kozłowską z Lipnik Królewskich w gminie Lubichowo dostarczając jej żywność i lekarstwa przeznaczone dla partyzantów. Aresztowany został 30 kwietnia 1944 r. w trakcie obławy na linii kolejowej Laskowice – Śliwice – Czersk. Jako osoba podejrzana o współpracę z partyzantami był przetrzymywany w areszcie śledczym w Czersku. Zwolniony został w połowie maja 1944 r. za poręczeniem Rogowskiego. Po wojnie powrócił i mieszkał w Starogardzie Gdańskim.